# Friday the 13th: The Series
Friday the 13th: The Series (conocida en castellano como Misterio para tres o Martes 13) es una serie de televisión de terror producida entre Estados Unidos y Canadá que se emitió, durante tres temporadas, desde el 3 de octubre de 1987 hasta el 26 de mayo de 1990.

## Argumento
La serie sigue a Micki y Ryan, dueños de una tienda de antigüedades, y a su amigo Jack Marshak, en su intento de recuperar antigüedades malditas para ponerlas a salvo en la bóveda de la tienda.
Originalmente la serie sería titulada The 13th Hour, pero el productor Frank Mancuso Jr. pensó que esto alejaría a los espectadores y en su lugar tomó el nombre de Friday the 13th para atraer deliberadamente al público. A pesar de este título, la serie no tiene ninguna relación con la serie de películas del mismo título, ya que ni Jason Voorhees ni ningún personaje relacionado con las películas aparece en la serie.
Sin embargo, la serie y las películas tienen varios vínculos con el reparto y el equipo. El productor del programa, Frank Mancuso Jr., fue el productor de la serie de películas desde Viernes 13 Parte 2 (1981) hasta la última entrega distribuida por Paramount (Viernes 13 parte VIII: Jason Takes Manhattan en 1989, un año antes de que terminara la serie de Jackson (Antagonist) televisión). El protagonista de la serie, John D. LeMay, protagonizó Jason Goes to Hell: The Final Friday; la estrella invitada John Shepherd interpretó a Tommy Jarvis en Friday the 13th: A New Beginning y el director de episodios David Cronenberg apareció en Jason X. Jackson Vs. Freddy

## Cancelación
Las dos primeras temporadas tuvieron 26 episodios. Sin embargo, la tercera temporada se interrumpió debido a la decisión abrupta de cancelar la serie. El elenco y el equipo fueron informados del final de la serie mientras filmaban el episodio número 20 de la tercera temporada, que terminó siendo el final de la serie. La cancelación fue tan repentina que no pudieron filmar más episodios o más escenas que proporcionaran algún tipo de cierre a la misma.